# Lipovačka reka
La Lipovačka reka (en serbe cyrillique : Липовачка река) est une rivière de Serbie. Elle fait partie du bassin versant de la mer Noire.
La Lipovačka reka traverse la ville de Vrnjačka Banja. C'est un affluent du Danube.